# Le Bignon-du-Maine
Le Bignon-du-Maine település Franciaországban, Mayenne megyében. Lakosainak száma 320 fő (2022. január 1.). Le Bignon-du-Maine Maisoncelles-du-Maine, Arquenay, Meslay-du-Maine, Ruillé-Froid-Fonds, Saint-Charles-la-Forêt és Villiers-Charlemagne községekkel határos.

## Népesség
A település népességének változása:
| Lakosok száma | 366  | 251  | 288  | 362  | 338  | 339  | 336  | 325  | 320  | 320  |
|               | 1968 | 1982 | 1990 | 2006 | 2013 | 2015 | 2017 | 2019 | 2020 | 2022 |